# Osechi

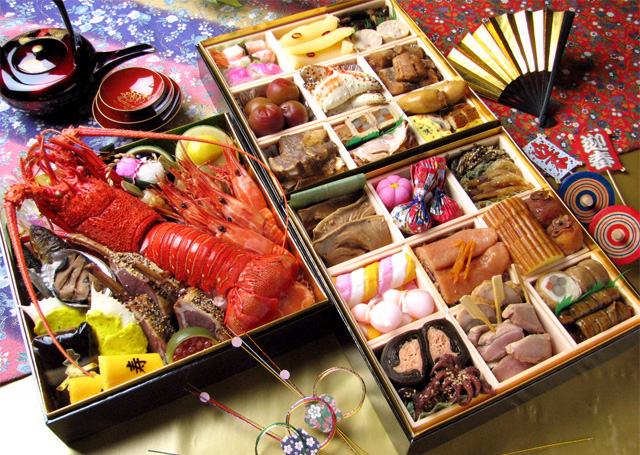
Một hộp Osechi có ba tầng

Osechi-ryōri (kanji: 御節料理 hay お節料理; âm Hán Việt: Ngự tiết liệu lý) là bữa cỗ mừng Tết Nhật Bản. Truyền thống này khởi đầu từ thời kỳ Heian (794-1185). Osechi là thức ăn đặc biệt của người Nhật cả về hình thù lẫn nội dung đựng vào một tráp sơn để mở ra ăn dần vào mấy ngày đầu năm. Hộp tráp jūbako (重箱: trọng sương) đó là một phần không thể thiếu được của bữa osechi. Bên trong tráp thì có nhiều ô ngăn, mỗi ô có một món với vật liệu và màu mè bắt mắt. Mỗi món đều có ý nghĩa cầu phúc với những điềm tốt lành cho năm mới. Hộp jūbako về chức năng thì cũng giống như hộp bento nhưng thường là ba hay bốn khay chồng lên nhau trên cùng có nắp đậy lại và chỉ dùng trong bữa ăn osechi mà thôi. Khi dùng xong thì lại cất đi cho đến tết năm sau.

## Các món ăn trong bữa osechi
Mỗi món ăn trong bữa osechi đều có ý nghĩa đặc biệt để đón chào năm mới. Ví dụ: 
- Daidai (橙- Hán Việt: tranh- nghĩa là "trái cam" và cũng có nghĩa là "đắng"): món cam đắng Nhật Bản. Daidai đúng ra là một cách chơi chữ vì đồng âm với 代々: đại đại, nghĩa là "đời đời". Món cam là nói lên ý nguyện trường tồn của một gia tộc.
- Datemaki (伊達巻 hoặc 伊達巻き- y đạt quyển, "quyển" có nghĩa là "cuộn"): trứng tráng cuộn với tương cá hoặc tôm nghiền. Đây là lối chơi chữ đồng âm "date/y" 伊 và "y" 衣 vốn có nghĩa là "trang phục", với ý nguyện mong ước quần áo lộng lẫy.
- Kamaboko (蒲鉾: bồ mâu): chả cá luộc. Đây là cá quết nhuyễn, luộc lên rồi cắt ra từng khoanh một. Chả cá này thường nhuộm màu hồng bên ngoài, bên trong thì trắng nên khi cắt ra thì hiện cả hai màu. Trong tráp osechi thì món kamaboko được sắp xếp mỹ thuật cho có hàng lớp.
- Kazunoko (数の子; Âm Hán-Việt: số - tử): món trứng cá trích. Kazu có nghĩa là "số" và "ko" nghĩa là "con trẻ". Món này tượng trưng cho lời chúc con đàn cháu đống.
- Konbu (昆布; côn bố) là tảo bẹ. Âm này gợi lên yorokobu (喜ぶ: hỷ -), có nghĩa là "vui vẻ".
- Kuro-mame (黒豆: hắc đậu), đậu nành đen. Mame còn nghĩa là "khỏe mạnh", tượng trưng cho lời chúc sức khỏe cho năm mới.
- Kohaku-namasu (紅白なます: hồng bạch - -), có nghĩa là "rau dưa đỏ trắng". Món này là cà rốt và củ cải xắt sợi, ngâm giấm nước quýt yuzu (cây lai giữa quýt và chanh). Hai màu trắng và đỏ đối với người Nhật là hai màu truyền thống biểu thượng niềm vui hòa hợp âm dương nhị khí.
- Tai (鯛: điêu), cá điêu. Âm tai ở đây dùng gợi ý đến medetai (めでたい) có nghĩa là chào đón. Chính cá tai cũng là biểu tượng điều tốt lành. Người Nhật thường tìm mua cá này trong những dịp khao vọng.
- Tazukuri (田作り: điền tác -): khô cá mòi kho nước tương. Khi viết bằng kanji, món ăn có nghĩa là "làm ruộng". Đối với nhà nông đây là ý nguyện được mùa.
- Zōni (雑煮: tạp chử): món canh bánh dày, tương tự như món tteokguk của Triều Tiên hay bánh chay của người Việt nhưng vị mặn vì nấu với nước dùng hoặc nước miso.
- Ebi (エビ), tôm rim với rượu sake và nước tương.
- Nishiki tamago (錦卵: cẩm noãn): món trứng tráng cuộn lại nhưng lòng trắng tráng riêng, lòng đỏ tráng riêng rồi cuộn lại. Màu vàng và trắng tượng trưng cho vàng và bạc, chúc tiền tài dư dả.

## Lịch sử
Nguyên thủy, osechi gọi là o-sechi với o là một tiền tố kính ngữ và sechi (節: tiết) là một mùa; tiếng Việt có âm nôm tương đương là "tết". Theo lịch cổ thì một năm có năm (5) sekku (節句: tiết câu) và tết nguyên đán vốn du nhập từ Trung Hoa là một. Trong ba ngày tết, người Nhật cho là phải ăn những món bổ dưỡng với điềm lành. Trừ zoni phải đun nước canh thì các món kia ăn nguội để giảm việc bếp núc.
Xa xưa hơn nữa, osechi chỉ có mỗi món nimono, tức rau luộc trong nước tương pha đường hoặc rượu mirin. Thời gian trôi qua, số món ăn trong bữa osechi cứ tăng dần. Ngày nay, osechi gồm nhiều món đặc biệt, lại phân ra seiyō-osechi (西洋お節: Tây dương ngự tiết) tức các món Âu Mỹ  và chōsen no osechi (朝鮮のお節: Triều Tiên ngự tiết) tức các món Triều Tiên. Đúng ra osechi là cỗ bàn nấu ở nhà sửa soạn cho ngày tết nhưng nay thì nhiều hiệu buôn kể cả 7-Eleven bày bán sẵn trong hộp đẹp đẽ, tiện dụng khách chỉ mua về mở ra ăn.
Thường thì gia đình Nhật nấu món mì toshi-koshi soba (年越し蕎麦: niên việt - kiều mạch, nghĩa đen là "sang năm mới") vào đêm Giao thừa. Sợi mì dài ngụ ý sự trường thọ, sung mãn. Họ tránh để thừa dù chỉ là một sợi mì vì cho đó là điềm gở cho năm mới. Thực tế hơn, món mì này dễ nấu để người nội trợ có dịp rảnh tay nghỉ ngơi. Sang ngày đầu năm thì cả nhà mới mở tráp osechi thưởng thức bữa ăn đặc biệt của ba ngày tết truyền thống.